# Pat Borders
Pour les articles homonymes, voir Borders.
Patrick Lance Borders (né le 14 mai 1963 à Columbus, Ohio, États-Unis) est un ancien receveur de baseball.
Il joue 17 saisons dans la Ligue majeure de baseball, de 1988 à 2005, dont 8 avec les Blue Jays de Toronto. Il fait partie des équipes des Blue Jays championnes des Séries mondiales de 1992 et 1993 et est nommé joueur par excellence de la Série mondiale 1992.
À 37 ans, il remporte avec l'équipe des États-Unis la médaille d'or en baseball aux Jeux olympiques d'été de 2000.

## Carrière
Pat Borders est repêché par les Blue Jays de Toronto au 6e tour de sélection en 1982. Il débute dans le baseball majeur le 6 avril 1988 et joue les 7 premières saisons de sa carrière avec les Blue Jays.
En 1990, il maintient une moyenne au bâton de, 286 en 125 matchs pour Toronto et frappe un sommet personnel de 15 coups de circuit. Le 2 septembre 1990, il est le receveur des Jays lorsque Dave Stieb réussit à Cleveland un match sans point ni coup sûr. En 1992 et 1993, il dispute chaque fois 138 matchs de saison régulière, frappant 13 circuits et récoltant 53 points produits la première de ces deux années, puis ajoutant 9 circuits et des records personnels de 124 coups sûrs, 30 doubles et 55 points produits la saison suivante.
Borders fait partie des équipes des Blue Jays qui remportent la Série mondiale en 1992 et 1993. Après avoir frappé pour, 318 avec un circuit dans les 6 matchs de la Série de championnat 1992 de la Ligue américaine face aux Athletics d'Oakland, Borders élève son jeu pour aider les Blue Jays à remporter le premier titre de leur histoire. Il est élu joueur par excellence de la Série mondiale 1992 après avoir frappé 9 coups sûrs, dont 3 doubles et un circuit, pour une moyenne au bâton de, 450 dans les 6 matchs de finale face aux Braves d'Atlanta. Bien que les mêmes honneurs lui échappent un an plus tard, il se distingue à nouveau dans la Série mondiale 1993, aidant les Jays à triompher des Phillies de Philadelphie grâce à 7 coups sûrs et une moyenne au bâton de, 304 en 6 matchs de finale.
Jouant pour Toronto jusqu'en 1994, Borders a par la suite du mal à s'établir durablement en un endroit, mais étire sa carrière jusqu'à 2005. Jouant comme receveur réserviste, il ne jouera plus au-dessus de 100 matchs par saison comme c'était le cas à Toronto de 1990 à 1993. Dans les années qui suivent, il passe par les Royals de Kansas City (1995), les Astros de Houston (1995), les Cardinals de Saint-Louis (1996), les Angels de la Californie (1996), les White Sox de Chicago (1996) et les Indians de Cleveland (1997-1999). Ces derniers remportent le titre de la Ligue américaine en 1997, mais Borders ne joue pas en séries éliminatoires. Libéré en cours de saison par Cleveland, il retourne chez les Blue Jays de Toronto pour un dernier séjour de 6 parties en septembre 1999. Après Toronto, c'est avec à Seattle qu'il joue le plus longtemps : il fait partie des Mariners de Seattle de 2001 à 2004, dont certains très bonnes équipes, mais est chaque fois laissé de côté en éliminatoires. Transféré aux Twins du Minnesota fin 2004, il a cet automne-là une dernière occasion de jouer en éliminatoires (deux passages au bâton), puis retourne à Seattle compléter sa carrière en 2005.
Hors des majeures en 2000, Borders joue en ligues mineures avec les Bulls de Durham, un club-école des Devil Rays de Tampa Bay. Il participe aussi aux Jeux olympiques d'été de 2000 à Sydney, en Australie, avec l'équipe des États-Unis. Pat Borders est l'un des 4 joueurs de l'histoire à avoir gagné une médaille d'or en baseball aux Jeux olympiques ainsi qu'une Série mondiale, avec Doug Mientkiewicz, Orlando Hernández et José Contreras. Champion olympique à 37 ans, Borders frappe pour, 429 de moyenne au bâton avec Team USA à Sydney.
En 1 099 matchs disputés en 17 saisons dans le baseball majeur, Pat Borders a amassé 831 coups sûrs, dont 168 doubles, 12 triples et 69 circuits, 346 points produits et 289 points marqués. Sa moyenne au bâton en carrière s'élève à, 253. En 32 matchs éliminatoires, dont 30 avec Toronto, il a frappé pour, 315 de moyenne au bâton avec 35 coups sûrs, dont 5 doubles et deux circuits, et 13 points produits. En Série mondiale seulement, Borders a frappé pour, 372 avec 16 coups sûrs, un circuit et 4 points produits en 12 rencontres.
En novembre 2014, Pat Borders est nommé pour la saison 2015 gérant des Crosscutters de Williamsport, le club-école de niveau A (saison courte) des Phillies de Philadelphie dans la New York - Penn League. Borders, qui n'a pas d'expérience préalable comme entraîneur, dit accepter le poste en partie parce que Pat Gillick, le directeur général des Blue Jays de Toronto lors de leurs victoires en Série mondiale, est alors président des Phillies.